# Höingen (Homberg)
Höingen ist der kleinste Stadtteil von Homberg (Ohm) im mittelhessischen Vogelsbergkreis.

## Geographie
Das Dorf liegt am Rande des Vogelsbergs. Durch den Ort führt die Kreisstraße 52.
Nachbarorte
| Rauischholzhausen | Erfurtshausen                               | Homberg     |
| Roßberg           | Kompassrose, die auf Nachbargemeinden zeigt | Deckenbach  |
| Wermertshausen    | Rüddingshausen                              | Schadenbach |

## Ortsgeschichte

### Mittelalter
Eine frühe Erwähnung des Ortes lässt sich vielleicht bis ins 8. Jahrhundert zurückführen. Sie ist aber nicht gesichert. Zwischen 750 und 779 in einem Ort namens „Hocheim“, der vielleicht mit Höingen identisch ist, übertrug eine Schenkerin namens Rudrun 750 dem Kloster Fulda Grundbesitz in Rauisch-Holzhausen, einem unbekannten Ort Biberaffa, in Ebsdorf, Londorf, Hochheim und dem unbekannten Ort Heledungen Güter. Auch eine etwas später erfolgte die Schenkung eines gewissen Altrat Güter von in der Nähe liegenden Orten an das Kloster. Deshalb kann man den seltenen Ortsnamen Höingen gegen die häufigen Hochheim-Dörfer gut abgrenzen. Die beiden Schenkungen wurden in einem Kopiar niedergeschrieben, welches um 1160 von dem fuldischen Mönch Eberhard verfasst wurde und als Codex Eberhardi berühmt ist.
Die erste gesicherte Erwähnung erfolgte 1234/35: „Hoingen“. Es ist der Bericht einer Wunderheilung. Als 1231 Elisabeth von Thüringen in Marburg verstorben war, suchten viele Hilfesuchende an ihrem Grab Heilung. Darunter auch der Bauer Siboto aus Höingen für seine zehnjährige Tochter.
1315 waren die Brüder Berto und Johann von Ehringshausen Grundherren. Sie übergaben dem Deutschen Orden in Marburg Güter: „... in Hohingen fertonem de bonis“.
Der Ortsname wird als „Siedlung von Leuten auf der Höhe“ erklärt. Abgeleitet ist er von ahd. „hohi, mdh. hoehe“. Der im Codex Eberhardi genannte Ortsname Hocheim ist nicht ursprünglich.
Vermutlich fiel schon am Ende des 14. Jahrhunderts der Ort wüst, wurde aber wie Dannenrod und Schadenbach im 16. Jahrhundert wieder aufgebaut.

### Neuzeit
Eine Neubesiedlung des Ortes begann im 16. Jahrhundert. Die Neuansiedlung fand wenige 100 m von der alten Siedlungsstätte statt.
Die Statistisch-topographisch-historische Beschreibung des Großherzogthums Hessen berichtet 1830 über Höingen:

„Höingen (L. Bez. Kirtorf) evangel. Filialdorf; liegt 3 1⁄2 St. von Kirtorf, hat 16 Häuser und 135 Einwohner, die evangelisch sind.“

Hessische Gebietsreform (1970–1977)
Zum 1. Oktober 1971 wurde die bis dahin selbständige Gemeinde Höingen im Zuge der Gebietsreform in Hessen mit zehn weiteren Gemeinden auf freiwilliger Basis als Stadtteil in die Stadt Homberg (Ohm) – damals noch mit dem Namen Homberg (Kreis Alsfeld) – eingegliedert.
Für alle durch die Gebietsreform nach Homberg eingegliederten Gemeinden und die Kernstadt wurden Ortsbezirke mit Ortsbeirat und Ortsvorsteher nach der Hessischen Gemeindeordnung gebildet.

### Verwaltungsgeschichte im Überblick
Die folgende Liste zeigt die Staaten und Verwaltungseinheiten, denen Höingen angehört(e):
- vor 1567: Heiliges Römisches Reich, Landgrafschaft Hessen, Amt Homberg an der Ohm
- ab 1567: Heiliges Römisches Reich, Landgrafschaft Hessen-Marburg, Amt Homberg an der Ohm[14]
- 1604–1648: Heiliges Römisches Reich, strittig zwischen Landgrafschaft Hessen-Darmstadt und Landgrafschaft Hessen-Kassel (Hessenkrieg)
- ab 1604: Heiliges Römisches Reich, Landgrafschaft Hessen-Darmstadt, Oberfürstentum Hessen, Amt Homberg an der Ohm[15]
- ab 1806: Großherzogtum Hessen,[Anm. 2] Fürstentum Oberhessen, Amt Homberg an der Ohm[16][17]
- ab 1815: Großherzogtum Hessen[Anm. 3], Provinz Oberhessen, Amt Homberg an der Ohm[18]
- ab 1821: Großherzogtum Hessen, Provinz Oberhessen, Landratsbezirk Kirtorf[19][Anm. 4]
- ab 1832: Großherzogtum Hessen, Provinz Oberhessen, Kreis Alsfeld
- ab 1848: Großherzogtum Hessen, Regierungsbezirk Alsfeld
- ab 1852: Großherzogtum Hessen, Provinz Oberhessen, Kreis Alsfeld
- ab 1867: Norddeutscher Bund[Anm. 5], Großherzogtum Hessen, Provinz Oberhessen, Kreis Alsfeld
- ab 1871: Deutsches Reich, Großherzogtum Hessen, Provinz Oberhessen, Kreis Alsfeld
- ab 1918: Deutsches Reich (Weimarer Republik), Volksstaat Hessen, Provinz Oberhessen, Kreis Alsfeld
- ab 1938: Deutsches Reich, Volksstaat Hessen, Landkreis Alsfeld[20][Anm. 6]
- ab 1945: Amerikanische Besatzungszone,[Anm. 7] Groß-Hessen, Regierungsbezirk Darmstadt, Landkreis Alsfeld
- ab 1946: Amerikanische Besatzungszone, Land Hessen, Regierungsbezirk Darmstadt, Landkreis Alsfeld
- ab 1949: Bundesrepublik Deutschland, Land Hessen, Regierungsbezirk Darmstadt, Landkreis Alsfeld
- ab 1971: Bundesrepublik Deutschland, Land Hessen, Regierungsbezirk Darmstadt, Landkreis Alsfeld, Stadt Homberg (Ohm)[Anm. 8]
- ab 1972: Bundesrepublik Deutschland, Land Hessen, Regierungsbezirk Darmstadt, Vogelsbergkreis, Stadt Homberg (Ohm)
- ab 1981: Bundesrepublik Deutschland, Land Hessen, Regierungsbezirk Gießen, Vogelsbergkreis, Stadt Homberg (Ohm)

### Gerichtszugehörigkeit seit 1803
In der Landgrafschaft Hessen-Darmstadt wurde mit Ausführungsverordnung vom 9. Dezember 1803 das Gerichtswesen neu organisiert. Für die Provinz Oberhessen wurde das Hofgericht Gießen als Gericht der zweiten Instanz eingerichtet. Die Rechtsprechung der ersten Instanz wurde durch die Ämter bzw. Standesherren vorgenommen und somit war für Höingen das Amt Homberg an der Ohm zuständig.
Das Hofgericht war für normale bürgerliche Streitsachen Gericht der zweiten Instanz, für standesherrliche Familienrechtssachen und Kriminalfälle die erste Instanz. Übergeordnet war das Oberappellationsgericht Darmstadt.
Mit der Gründung des Großherzogtums Hessen 1806 wurde diese Funktion beibehalten, während die Aufgaben der ersten Instanz 1821 im Rahmen der Trennung von Rechtsprechung und Verwaltung auf die neu geschaffenen Landgerichte übergingen. Landgericht Homberg an der Ohm war daher von 1821 bis 1879 die Bezeichnung für das erstinstanzliche Gericht in Homberg an der Ohm, das für Höingen zuständig war.
Anlässlich der Einführung des Gerichtsverfassungsgesetzes mit Wirkung vom 1. Oktober 1879 wurden die bisherigen großherzoglich hessischen Landgerichte durch Amtsgerichte an gleicher Stelle ersetzt, während die neu geschaffenen Landgerichte als Obergerichte fungierten. Dabei kam es zur Umbenennung in Amtsgericht Homberg an der Ohm und Zuteilung zum Bezirk des Landgerichts Gießen. Am 15. Juni 1943 wurde das Gericht Zweigstelle des Amtsgerichtes Alsfeld und mit Wirkung vom 1. Juni 1948 in ein Vollgericht umgewandelt. Am 1. Juli 1968 erfolgte die Auflösung des Amtsgerichts Homberg und Höingen wurde dem Amtsgericht Kirchhain zugeteilt.
1973 wechselte die Stadt Homberg an der Ohm und mit ihr Höingen in den Zuständigkeitsbereich des Amtsgerichts Alsfeld.
Als übergeordnete Instanzen sind jetzt das Landgericht Gießen, das Oberlandesgericht Frankfurt am Main sowie der Bundesgerichtshof letzte Instanz.

### Einwohnerentwicklung
| • 1791: | 81 Einwohner                       |
| • 1800: | 81 Einwohner                       |
| • 1806: | 94 Einwohner, 14 Häuser            |
| • 1829: | 135 Einwohner, 16 Häuser           |
| • 1867: | 127 Einwohner, 24 bewohnte Gebäude |
| • 1875: | 137 Einwohner, 24 bewohnte Gebäude |

| Höingen: Einwohnerzahlen von 1791 bis 2019 | Höingen: Einwohnerzahlen von 1791 bis 2019 | Höingen: Einwohnerzahlen von 1791 bis 2019 | Höingen: Einwohnerzahlen von 1791 bis 2019 | Höingen: Einwohnerzahlen von 1791 bis 2019 |
| --- | ------------------------------------------ | ------------------------------------------ | ------------------------------------------ | ------------------------------------------ |
| Jahr |                                            |                                            |                                            | Einwohner                                  |
| 1791 | 1791                                       |                                            | 81                                         | 81                                         |
| 1800 | 1800                                       |                                            | 81                                         | 81                                         |
| 1806 | 1806                                       |                                            | 94                                         | 94                                         |
| 1829 | 1829                                       |                                            | 135                                        | 135                                        |
| 1834 | 1834                                       |                                            | 133                                        | 133                                        |
| 1840 | 1840                                       |                                            | 142                                        | 142                                        |
| 1846 | 1846                                       |                                            | 123                                        | 123                                        |
| 1852 | 1852                                       |                                            | 133                                        | 133                                        |
| 1858 | 1858                                       |                                            | 154                                        | 154                                        |
| 1864 | 1864                                       |                                            | 138                                        | 138                                        |
| 1871 | 1871                                       |                                            | 134                                        | 134                                        |
| 1875 | 1875                                       |                                            | 137                                        | 137                                        |
| 1885 | 1885                                       |                                            | 114                                        | 114                                        |
| 1895 | 1895                                       |                                            | 102                                        | 102                                        |
| 1905 | 1905                                       |                                            | 123                                        | 123                                        |
| 1910 | 1910                                       |                                            | 114                                        | 114                                        |
| 1925 | 1925                                       |                                            | 114                                        | 114                                        |
| 1939 | 1939                                       |                                            | 101                                        | 101                                        |
| 1946 | 1946                                       |                                            | 144                                        | 144                                        |
| 1950 | 1950                                       |                                            | 138                                        | 138                                        |
| 1956 | 1956                                       |                                            | 120                                        | 120                                        |
| 1961 | 1961                                       |                                            | 109                                        | 109                                        |
| 1967 | 1967                                       |                                            | 82                                         | 82                                         |
| 1970 | 1970                                       |                                            | 83                                         | 83                                         |
| 1980 | 1980                                       |                                            | ?                                          | ?                                          |
| 1990 | 1990                                       |                                            | ?                                          | ?                                          |
| 2000 | 2000                                       |                                            | ?                                          | ?                                          |
| 2011 | 2011                                       |                                            | 54                                         | 54                                         |
| 2015 | 2015                                       |                                            | 52                                         | 52                                         |
| 2019 | 2019                                       |                                            | 53                                         | 53                                         |
| Datenquelle: Historisches Gemeindeverzeichnis für Hessen: Die Bevölkerung der Gemeinden 1834 bis 1967. Wiesbaden: Hessisches Statistisches Landesamt, 1968. Weitere Quellen: LAGIS; Stadt Homburg (Ohm); Zensus 2011 |                                            |                                            |                                            |                                            |

### Religionszugehörigkeit
| • 1829: | 135 evangelische (= 100 %) Einwohner    |
| • 1961: | 109 evangelische (= 100,00 %) Einwohner |

## Vereine
Das kulturelle Leben im Dorf prägt als einziger Ortsverein die Freiwillige Feuerwehr. Traditionell findet im Mai zu Christi Himmelfahrt das Apfelweinfest statt, an dem regelmäßig ca. 5000 Besucher teilnehmen.

## Infrastruktur
Den öffentlichen Personennahverkehr stellt die Buslinie VB-81/82 der Verkehrsgesellschaft Oberhessen her.